# Faustino Sanz Herranz
Faustino Sanz Herranz (Madrid 21 de mayo de 1923  - Ibidem 28 de julio de 2010) fue un escultor e imaginero de España.

## Biografía
Su inquietud artística comienza a la edad de 12 años y durante dos años dibuja y modela bajo la dirección de sus maestros D. Manuel Trillo Torija y D. Bernabé de la Calle. Hoy en día podemos ver como sigue tallando en su estudio, sito en la calle García de Paredes de Madrid.
Su trayectoria escultórica se ha desarrollado inspirándose en los grandes maestros del Siglo de Oro, recogiendo palabras suyas: "La estilística de Alonso Cano, la virilidad de Montañés y la espiritualidad de Salcillo".
Los críticos de arte se pronuncian sobre él en estos términos:
- J. Castro de Beraza, en el periódico "La Voz Social", del 7 de abril de 1967 dice:  "La imaginería española tiene en Faustino Sanz Herranz a uno de los más fieles continuadores dentro de esa línea única en la escultura de todos los tiempos que marcan artistas como Gregorio Fernández, Salcillo y Alonso Berruguete".

- Josep Maresma i Pedragosa, miembro del ICOM, escribió el 22 de marzo de 1982ː   "Pero esta es la primera vez que expone en Barcelona, nos muestra su faceta más difícil, la imaginería en talla directa, donde demuestra todo su valor y toda su inspiración, su conocimiento de la figura humana, su verdadera mística, su buen hacer y su sinceridad intrínseca. Dicen que tal vez sea el último imaginero, tal vez el último imaginero de verdadera calidad, el último maestro en imaginería, y tal vez, el último gran escultor plenamente figurativo".

- Gratiniano Nieto Gallo en su discurso de Académico electo de la Real Academia de Bellas Artes de San Fernando, leído en el acto de su recepción pública, el 2 de junio de 1985 expresa:  "... esta tendencia, que también fue seguida por algunos de los escultores arriba citados y por otros que ya en este siglo se han mantenido vinculados a la más ortodoxa tradición de la estatuaria procesional española, línea que está muy dignamente representada por Benlliure, Capuz, Adsuara, Pérez Comendador, Víctor de los Ríos, Luis Marco Pérez, José Sánchez Lozano, etc, línea que todavía se mantiene viva y operante en FAUSTINO SANZ HERRANZ, a quien se puede considerar como el último gran imaginero de España, quien se enfrenta y resuelve los problemas escultóricos que plantean los "Pasos procesionales", utilizando para ello la misma técnica de la talla directa que utilizaron nuestros "pasionarios" del siglo XVII, con lo que consigue análogos efectos, si bien por su parte ha renunciado a la policromía para que se pueda valorar la materia en toda su autenticidad..."

Su vida profesional está enmarcada en dos etapas, la primera, y por comenzar a trabajar a muy temprana edad y de manera autodidacta, estuvo dedicada a realizar las obras encargas por los comercios de arte religioso de Madrid como: Arte Español, La Fortuna, Santarrufina, Flandes, etc. Obras que él no podía firmar, pero claro está, en ellas dejaba su buen oficio, como es el caso de la imagen de Nuestro Padre Jesús de Medinaceli de Hellín (Albacete). Lo que le sirvió para ir haciendo un estilo propio, reconocido en el Obispado de Ciudad Real, y de esta manera comenzar su segunda etapa de escultor con un cierto prestigio y no tener que depender de los comercios. Sus trabajos abarcan todos los aspectos religiosos, desde la talla al relieve, presentándolos sin policromar, pasando por los retablos en piedra o maderas nobles y las carrozas o tronos; sin olvidar otras facetas como esculturas figurativas, obras conmemorativas o monumentales; trabajando además con materiales como el marfil, el bronce o el mármol.
Entre sus obras pasionales cabe resaltar: "La Santa Cena" de Ciudad Real, obra colosal por el tamaño de sus figuras, superiores a los dos metros. Quedando plasmadas otras escenas de la pasión en obras como: "Jesús y las Santas Mujeres", "Jesús Caído", grupo escultórico con seis figuras, "La Oración en el Huerto", "La Piedad", "El Crucificado", "La Flagelación", "Virgen Dolorosa", "Jesús Nazareno", "Resucitado", "Beso de Judas", "Ntra. Sra. de las Angustias", etc.